# 拿著手術刀的獵人
《拿著手術刀的獵人》（韓語：메스를 든 사냥꾼）為韩國OTT平台U+Mobiletv於2025年6月16日起上線公開的原創韓國劇集。改編自同名小說，由《可疑的岳母》的李正勳執導，朴柱炫、朴埇佑、姜勳主演。講述一位著名女法醫，在屍檢的過程中，發現父親殺人的痕跡後，為了隱藏自己想要抹去的過往，搶在警察之前追捕父親而展開的犯罪心理驚悚劇。
韓國由Disney+同步上線；台灣由friDay影音、中華電信MOD與Hami Video、LINE TV同步上線。

## 演員陣容

### 主要人物
- 朴柱炫 飾演 胤勢恩/徐勢賢（少年：沈智柔）[5]

擁有七年經驗的天才法醫，性格缺乏同理心，總是與周圍的人發生衝突，但憑藉出色的驗屍技術、敏銳的犯罪心理洞察力，破獲了眾多懸案。某一天，原以為已經死亡的父親，如今再次現身，她被迫面對早已被遺忘的過去。
- 朴埇佑 飾演 胤調均/崔民國[6]

表面上是心地善良的洗衣店老闆，但背後卻是一個熱衷於解剖人體的精神病連環殺人魔，被稱為「裁縫師」。
- 姜勳 飾演 鄭正賢[1]

龍川警察局新任重案組組長，在調查殺人案件時，邂逅了徐勢賢。在兩人共同查案的過程中，不自覺得被她吸引，但隨著謎團逐漸解開，對勢賢的懷疑也越來越強烈。

### 周邊人物
- 金珉賞 飾演 崔鍾秀[7]

視鄭正賢為眼中釘的直屬上司，隨著案件的進展，他試圖將責任推卸給正賢，掩蓋自己的過失。
- 柳承秀 飾演 全昌鎮[8]

龍川警察局重案組刑警，不服組長鄭正賢是年紀比自己小的新人，常常在工作時擺爛，甚至製造麻煩。
- 崔光濟 飾演 張赫根[9]

龍川警察局重案組刑警，脾氣暴躁，同樣不服新來的年輕組長，跟其它刑警一同排擠他。

- 賓燦昱 飾演 朴錫宇[9]

龍川警察局重案組最年輕的隊員，雖然對新組長沒有不滿，但平時也跟著兩個年長刑警行事。
- 姜聲振 飾演 龍川警察局長[9]
- 李鬥錫 飾演 洪振宇

南部廳刑事科長，鄭正賢警察大學時期學長。
- 柳海濬 飾演 吳敏浩[10]

一心想成為能夠獨立的法醫，毫不猶豫地跟隨性格嚴謹的徐勢賢。龍川市連續殺人案的第二位死者。
- 陳佳恩 飾演 千秀妍[11]

首爾科學研究所調查官，徐勢賢的助手，對她十分敬佩。
- 吳妍兒 飾演 楊准京[12]

首爾科學研究所基因分析部門負責人，憑藉著敏銳的洞察力懷疑徐勢賢，並展開了激烈的心理戰。
- 文正大 飾演 金明寬

首爾科學研究所長。
- 金善華 飾演 金順子[13]

「好味」餐廳老闆，徐勢賢的房東，胤調均經營洗衣店的鄰居。對胤調均有好感，渴望融入他的日常生活。
- 姜明珠 飾演 徐元熙

徐勢賢的養母，罹患阿茲海默症而住進療養院，過去是一名修女。
- 金圭娜 飾演 胤勢恩/徐勢恩[14]

胤調均的養女並協助犯案。

### 其他人物
- 朴宰哲 飾演 權亨朝[15]

送貨業者，龍川市連續殺人案的嫌疑人。
- 丁珍娥 飾演 李淵珠

女大學生，龍川市連續殺人案的第一位死者。
- 李夏珠 飾演 鄭伊英

洗衣店奧客，龍川市連續殺人案的第三位死者。
- 李達 飾演 金炯修

媒體記者，跟蹤胤調均被查覺而遭到殺害。
- 申妍雨（朝鲜语：신연우） 飾演 高恩書

李貞美的女兒，偶然發現胤調均殺人的事實，便帶著胤勢恩逃跑，過程中被胤調均所傷，最終傷勢過重而亡。
- 李佳京（朝鲜语：이가경） 飾演 李貞美

高恩書的母親，曾與胤調均同居，後遭殺害埋進泥灘。
- 金蘭姬（朝鲜语：김난희） 飾演 吳敏浩的母親
- 朴龍 飾演 青雲精神健康醫院院長

徐勢賢年幼時的主治醫師。

### 特別出演
- 尹泰河 飾演 夜店包廂吸毒者之一

在夜店殺害職業棒球選手南承協的兇手。

## 原聲帶
- Part.1（發行日期：2025年6月24日）[16]

| 曲序 | 曲目              | 演唱  | 时长 |
| ---- | ----------------- | ----- | ---- |
| 1.   | My Devil          | YOARI | 3:18 |
| 2.   | My Devil（Inst.） |       | 3:18 |

- Part.2（發行日期：2025年7月01日）

| 曲序 | 曲目                      | 演唱              | 时长 |
| ---- | ------------------------- | ----------------- | ---- |
| 1.   | Never Going Back          | Kim Gyeol（김결） | 3:45 |
| 2.   | Never Going Back（Inst.） |                   | 3:45 |

## 製作
《拿著手術刀獵人》是崔伊道的第一本長篇小說，作者將自己在警務專業學習的犯罪知識融入書中，懸疑的情節發展和細膩的描述，讓讀者彷彿置身於真實的犯罪現場而獲得認可，在出版前就已確定製作劇集。
2024年12月18日，製作公司STUDIO X+U公開由朴柱炫、朴埇佑、姜勳組成演出陣容，將於U+Mobiletv首播。
2025年3月17日，參加為期四天的香港國際影視展(FILMART)，並釋出特別為影展製作的海報。4月2日，經媒體報導，本劇將受邀參與24-29日舉行的第8屆坎城國際劇集展。

## 迴響
根據媒體報導，本劇上映後立即登上韓國Disney+內容排行榜第一位。

## 外部連結
- 官方网站
- Daum上《拿著手術刀的獵人》的資料
- 互联网电影数据库（IMDb）上《拿著手術刀的獵人》的资料（英文）